# Atlas Personal-Jakroo
El Atlas Personal-Jakroo (código UCI:ARH) fue un equipo ciclista suizo de categoría continental. Se fundó en 2007 bajo una licencia alemana, pero a partir del 2008 estuvo inscrito en suiza.

## Material ciclista
El equipo utilizó bicicletas Fondriest.

## Clasificaciones UCI
A partir de 2005 la UCI instauró los Circuitos Continentales UCI, donde el equipo estuvo desde que se fundó en 2007. Participó en carreras de distintos circuitos, con lo cual ha estado en las clasificaciones del UCI Asia Tour Ranking, UCI Europe Tour Ranking y UCI Oceania Tour Ranking. Las clasificaciones del equipo y de su ciclista más destacado son las siguientes:
| Temporada                | Clasificación por equipos | Mejor corredor en la clasificación individual | Posición |
| 2006-2007 (Europe Tour)  | 70.º                      | Danilo Wyss                                   | 176.º    |
| 2007-2008 (Europe Tour)  | 79.º                      | Andreas Henig                                 | 398.º    |
| 2008-2009 (Europe Tour)  | 57.º                      | Péter Kusztor                                 | 180.º    |
| 2009-2010 (Europe Tour)  | 59.º                      | Nicolas Baldo                                 | 193.º    |
| 2010-2011 (America Tour) | 32.º                      | Laurent Beuret                                | 235.º    |
| 2010-2011 (Asia Tour)    | 66.º                      | Pirmin Lang                                   | 303.º    |
| 2010-2011 (Europe Tour)  | 43.º                      | Pirmin Lang                                   | 198.º    |
| 2011-2012 (Africa Tour)  | 19.º                      | Jonathan Fumeaux                              | 100.º    |
| 2011-2012 (Asia Tour)    | 54.º                      | Peter Erdin                                   | 164.º    |
| 2011-2012 (Europe Tour)  | 53.º                      | Nicolas Baldo                                 | 247.º    |
| 2012-2013 (Asia Tour)    | 26.º                      | Giorgio Brambilla                             | 60.º     |
| 2012-2013 (Europe Tour)  | 69.º                      | Nicolas Baldo                                 | 124.º    |

## Palmarés
Para años anteriores véase: Palmarés del Atlas Personal-Jakroo.

### Palmarés 2014

#### Circuitos Continentales UCI
| Fechas | Circuito | Carreras | Ganador |

## Plantilla
Para años anteriores véase: Plantillas del Atlas Personal-Jakroo.

### Plantilla 2013
| Nombre                 | Nacimiento | Nacionalidad | Equipo 2012              |
| Maksym Averin          | 28/11/1985 | Ucrania      | Amore & Vita             |
| Nicolas Baldo          | 10/06/1984 | Francia      | Atlas Personal-Jakroo    |
| Felix Baur             | 12/05/1992 | Suiza        | Atlas Personal-Jakroo    |
| Giorgio Brambilla      | 19/09/1988 | Italia       | Leopard-Trek Continental |
| Adrien Chenaux         | 16/08/1991 | Suiza        | Maca-Loca-Scott          |
| Mathieu Chiocca        | 31/08/1985 | Francia      | Neoprofesional           |
| Peter Erdin            | 23/01/1990 | Suiza        | Atlas Personal-Jakroo    |
| Claudio Imhof          | 26/09/1990 | Suiza        | Team Vorarlberg          |
| Kanstantin Klimiankou  | 03/08/1989 | Bielorrusia  | Continental Team Astana  |
| Nicolas Lüthi          | 01/08/1987 | Suiza        | Neoprofesional           |
| Oleksandr Polivoda     | 31/03/1987 | Ucrania      |                          |
| Tizian Rausch          | 15/06/1993 | Suiza        | Neoprofesional           |
| Florian Salzinger      | 05/07/1983 | Alemania     | Atlas Personal-Jakroo    |
| Manuel Stocker         | 17/06/1991 | Suiza        | Neoprofesional           |
| Temesgen Teklehaimanot | 03/01/1991 | Eritrea      | Neoprofesional           |
| Nicolas Winter         | 15/02/1989 | Suiza        | Atlas Personal-Jakroo    |